# \(^o^)/チエ
＼(^o^)／チエ（ばんざいチエ、1983年4月5日 - ）は、日本の元女子プロレスラー、レスリング選手。長野県出身。本名は石井 千恵（いしい ちえ）。プロレスラーとしてのニックネームはハッスル天然少女。

## 来歴
学生時代よりレスリングを行い、長野県北佐久農業高等学校在学中にJOC杯ジュニアオリンピック3位に入賞。後中京女子大学に進み、2006年の卒業とともにドリームステージエンターテインメントに入社。全日本社会人選手権63kg級にて優勝した後、8月19日のレッスルエキスポ2006（総合格闘技）出場を経て、同年10月のハッスルにてプロレスデビュー。選手として試合に出場する一方、海川ひとみの練習パートナーも務めた。ハッスル以外の団体にも出場しており、2007年4月プロレスリングSUNにKUSHIDAと組んで参戦。また大鷲透（プロレスリング・エルドラド所属）の主催興行である大鷲プロレスでは大鷲、アブドーラ小林（大日本プロレス）、征矢学（全日本プロレス）という長野県出身者らとタッグを結成したり、大阪プロレスに参戦するなどしたが、2009年4月29日、結婚を理由にハッスル名古屋大会で引退した。